# Schmetterlinge weinen nicht
Schmetterlinge weinen nicht ist ein deutsches Gesellschaftsmelodram aus dem Jahre 1970. Unter der Regie von Klaus Überall spielen Siegfried Wischnewski und Gaby Fuchs die Hauptrollen eines ungleichen Liebespaars.

## Handlung
In ihrem winterlich verschneiten Urlaubsort sehen die finanziell notorisch klammen Freundinnen Cilly und Laura aus ihrem Hotelfenster den arrivierten Münchner Geschäftsmann Karl Engelmann, einen Mann mittleren Alters, mit seinem BMW vorfahren und sinnieren darüber, wie es wohl wäre, etwas mit einem wohlhabenden Mann in den, wie man so sagt, besten Jahren anzufangen. Sie fragen an der Rezeption, wer der Herr denn sei und erfahren, dass dieser eine eigene Hütte in den Bergen besitzt und dort hingefahren sei. Neugierig geworden und wohl auch aus Übermut, fahren beide Mädchen Engelmann zur Hütte nach. Sie geben vor, eine Autopanne zu haben und bitten ihn um Hilfe. Engelmann, ganz Gentleman aller Schule, lässt die beiden Hübschen sich erst einmal in seiner Hütte bei einer Tasse Tee aufwärmen. Bald geht die libertine Kurzhaarbrünette Laura, nicht ganz ohne Hintergedanken, in die Offensive und landet schließlich mit ihm im Bett.
Dies ist der Beginn einer holprigen Romanze – doch nicht etwa zwischen Laura und Karl, sondern zwischen ihm und Cilly. Die außerordentlich hübsche Blondine ist von Natur eher schüchtern und zurückhaltend und bedeutet für den Geschäftsmann vor allem ein beträchtliches Problem: sie ist noch minderjährig. Doch im Lauf der folgenden Wochen erkennt Engelmann die Vorzüge Cillys, auch wenn sie zu Beginn als eher zugeknöpft und nicht leicht zu erobern scheint. Schließlich beginnen sich beide von Begegnung zu Begegnung anzunähern. Beide gehen aus, verreisen gemeinsamen in südliche Gefilde, und Karl erkennt, dass er dieses junge Mädchen aufrichtig zu lieben scheint. Und doch hat er große Zweifel: Soll er wirklich alles Erreichte aufgeben? Seine Familie, Herd, Ehefrau? Cillys Drängen während des gemeinsamen Liebesurlaubs am Mittelmeer, er möge sich endlich von seiner Frau scheiden lassen, wird immer größer. Sie will nicht länger warten. Karls Leben gerät derweil ins Wanken; noch zögert er, alle Brücken hinter sich abzubrechen. Auch Cilly steht unter Druck: ihre Eltern sind von diesem nicht mehr ganz taufrischen Schwiegersohn in spe alles andere als begeistert.
Eines Tages scheint Engelmann doch bereit zu sein, sich für Cilly mit allen Konsequenzen zu entscheiden. Er eröffnet seiner Frau, dass er sich scheiden lassen möchte. Doch sie verweigert sich diesem Ansinnen, auch Karls Söhne sind damit nicht einverstanden. Hans Engelmann, der Älteste, erinnert seinen Vater nachdrücklich daran, welche Folgen dieser Schritt auch beruflich, also für seine große Baufirma, haben könnte. In dieser spannungsgeladenen Situation werden nun auch die Konflikte zwischen den Liebenden immer heftiger: der Altersunterschied zwischen Karl und Cilly und beider unterschiedliche Lebensentwürfe treten mehr und mehr zu Tage. Die Entscheidung wird Cilly leicht gemacht, als eines Tages ein Mann ihres Alters in ihr Leben tritt. Er heißt Wolfgang Wagner und wirbt beharrlich um Cillys Zuneigung. Schließlich kommt es zum Bruch zwischen Karl und Cilly, denn Wolfgang bedeutet für Cilly auch den Weg zurück in die Leichtigkeit ihrer Jugend, fern aller Verantwortlichkeiten und Kompromisse, die sie unweigerlich mit ihrem älteren Lover hätte eingehen müssen. Bei ihrem letzten gemeinsamen Restaurantbesuch eröffnet sie Karl emotionslos, dass ein anderer Mann in ihr Leben getreten sei. Ohne emotionale Regung trennen sich beide und gehen ihrer Wege.

## Produktion
Schmetterlinge weinen nicht entstand zum Jahresbeginn und im Frühjahr 1970. Außendrehs waren unter anderem am Mittelmeer und auf der Münchner Großbaustelle des Olympiastadions. Der Film wurde am 16. September 1970 uraufgeführt.

## Kritiken
„Um Realitätsbezogenheit bemühter, aber letztlich doch konzessionsbereiter Kommerzfilm, der sich vielfach der ‚Errungenschaften‘ der Sex-Welle bedient.“

„Der erste Spielfilm des Fernsehregisseurs Klaus Überall bemüht sich zwar um Niveau und sozialkritische Relevanz, bleibt über weite Strecken aber oberflächlich und voller Klischees.“

„Bedeutungslose Sexschnulze deutscher Jungfilmer ohne echten Bezug auf Gegenwartsprobleme. Überflüssig.“